# Caballero Fabriek

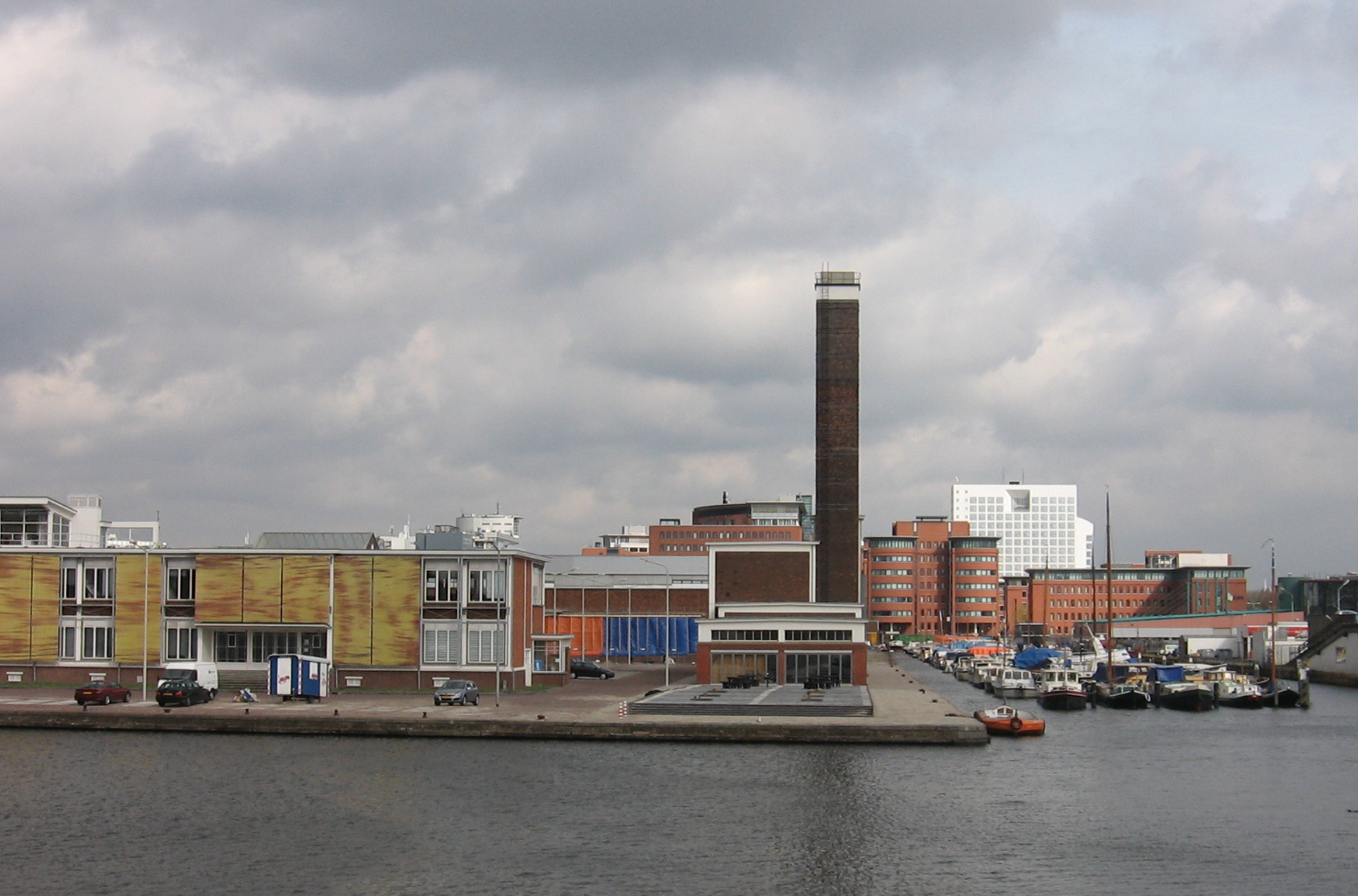
De Caballero Fabriek

De Caballero Fabriek is een voormalige sigarettenfabriek op industrieterrein Binckhorst in Den Haag. Er werden onder andere sigaretten van het merk Caballero geproduceerd. Sinds 2006 is het een bedrijfsverzamelgebouw.

## Geschiedenis
In 1953 opende de eerder aan de Rijswijkseweg gevestigde sigarettenfabrikant Ed. Laurens de door F.A.W. van der Togt ontworpen fabriek aan de Saturnusstraat. British American Tobacco (BAT) waarvan de onderneming deel van was gaan uitmaken verplaatste de productie in 1995 naar de BAT-fabriek in Zevenaar. De gemeente Den Haag werd in 2001 eigenaar van de leegstaande fabriek.
De Caballero Fabriek is vervolgens op initiatief van de gemeente Den Haag en met financiële steun van de Europese Unie in twee fases herontwikkeld. In 2006 werd het eerste deel geopend. Begin 2009 was de omvorming van de toenmalige productiehallen gereed en werd de tweede fase opgeleverd. Het complex is op 5 juni 2009 officieel geopend door wethouder Peter Smit. In totaal zijn er circa 100 - voornamelijk kleinere - bedrijven gehuisvest in het in 12.000 m² metende complex. Het grootste deel is actief in de creatieve en innovatieve sector.

## Nieuwe functie
In het herontwikkelde complex kunnen bedrijven een (flex)werkplek en/of kantoorruimte huren van verschillende afmeting. Het industriële interieur met grote stalen deuren en hoge plafonds is nog aanwezig. De grote hal is gevuld met zitjes om onderling sociaal contact te stimuleren. Ook heeft de Caballero Fabriek een incubator. Het jaarlijkse business event wordt door honderden belangstellenden bezocht. In de Caballero Fabriek werken veel bedrijven onderling samen, dit leverde verschillende innovaties en nieuwe merken op.

## Nieuwe Stad Prijs 2006
De Caballero Fabriek heeft verschillende prijzen gewonnen. In 2006 was het project genomineerd voor de Nieuwe Stad Prijs en werd het door de jury tot winnaar van de hoofdprijs gekozen. Daarnaast mocht de Caballero Fabriek ook de publieksprijs in ontvangst nemen, waarmee het project een primeur had: niet eerder maakten de jury en het publiek dezelfde keuze. De hoofdprijs bedroeg een bedrag van € 10.000, hetgeen besteed werd aan de aanschaf van fietsen. De publieksprijs, een bedrag van € 5.000, werd besteed aan de aanschaf van terrasmeubilair.